# Gady Kozma
Gady Kozma (* 20. Jahrhundert) ist ein israelischer Mathematiker.

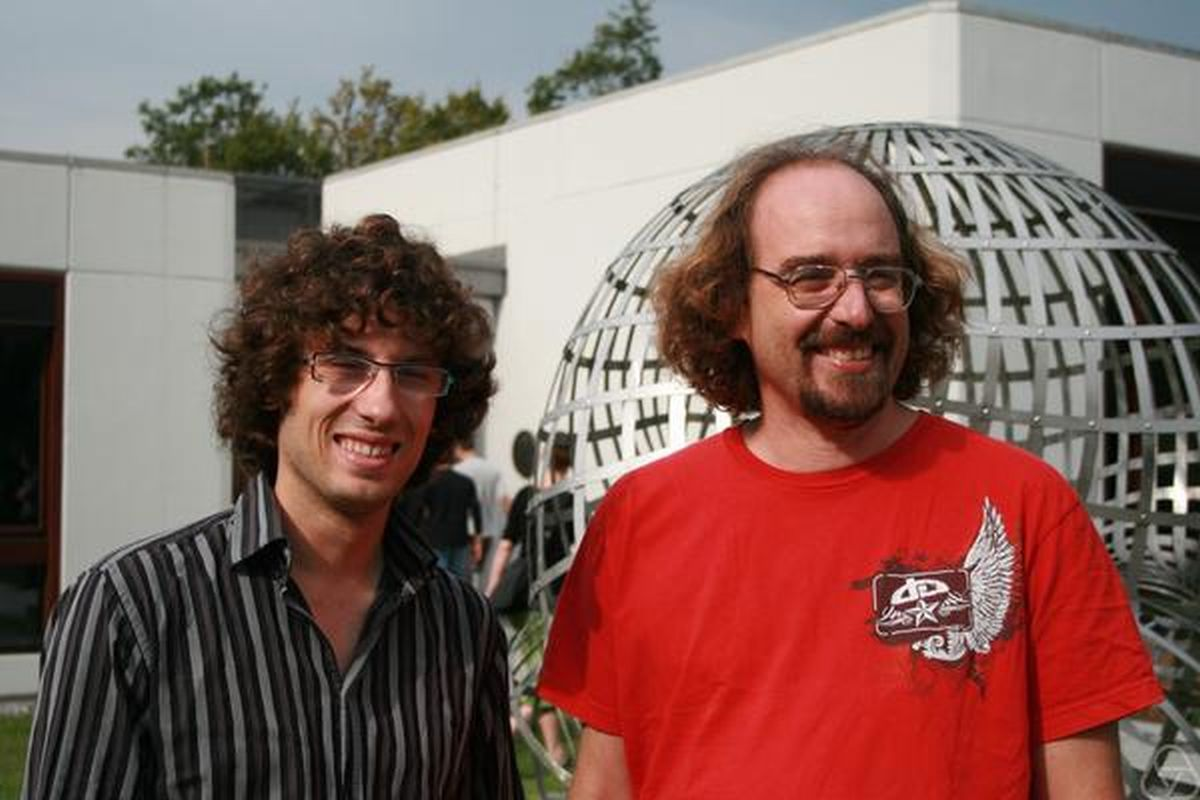
Gady Kozma (rechts) mit Hugo Duminil-Copin, Oberwolfach 2012

Kozma wurde 2001 an der Universität Tel Aviv bei Alexander Olevskii promoviert. Er ist Wissenschaftler am Weizmann-Institut.
2005 bewies er die Existenz des Skalierungsgrenzwerts (das heißt für immer feinere Gitter) von Loop Erased Random Walk (LERW) in drei Dimensionen und dessen Invarianz unter Rotationen und Dilationen.
LERW besteht aus einem Zufallspfad (Random Walk), dessen Schleifen, die sich bilden, wenn er sich selbst schneidet, entfernt werden. Er wurde 1980 von Gregory Lawler zum Studium des Self Avoiding Random Walk eingeführt, ist aber ein davon unabhängiges Modell in einer anderen Universalitätsklasse. In d=2 wurde konforme Invarianz 2004 durch Lawler, Oded Schramm und Wendelin Werner bewiesen (mit Schramm Loewner Evolution, SLE), vier und mehr Dimensionen wurden von Lawler behandelt, der Skalierungsgrenzwert ist dort Brownsche Bewegung, in vier Dimensionen – der kritischen Dimension – mit logarithmischer Korrektur. Kozma behandelte 2002 den zweidimensionalen Fall mit einer neuen Methode.
Neben Wahrscheinlichkeitstheorie befasst er sich auch mit Fourierreihen.
2008 erhielt er den Erdős-Preis und 2010 den Rollo-Davidson-Preis.